# Due fantagenitori
Due fantagenitori (The Fairly OddParents) è una serie animata statunitense ideata da Butch Hartman.
La serie segue le avventure di Timmy Turner, un bambino di 10 anni con due padrini fatati di nome Cosmo e Wanda che gli esaudiscono i desideri per risolvere i suoi problemi quotidiani.
Ha avuto origine dai cortometraggi della serie antologica Oh Yeah! Cartoons di Nickelodeon trasmessi dal 1998 al 2002. Per via della loro popolarità, i cortometraggi hanno successivamente avuto il via libera per una serie di mezz'ora, che è stata presentata nel 2001. La produzione della serie è cessata dopo che Hartman ha lasciato Nickelodeon nel febbraio 2018. È la seconda serie animata più longeva di Nickelodeon, dietro SpongeBob.
La serie è stata trasmessa per la prima volta negli Stati Uniti su Nickelodeon e Nicktoons dal 30 marzo 2001 al 26 luglio 2017, per un totale di 172 episodi ripartiti su dieci stagioni. In Italia le prime 5 stagioni sono stati trasmessi su Fox Kids all'interno del programma contenitore Jetix dal 2 dicembre 2002, mentre le stagioni successive su Nickelodeon da settembre 2009.

## Trama
Timmy Turner è un bambino di dieci anni che vive nella città di Dimmsdale, in America. Viene costantemente trascurato da tutti, in primis dai genitori che non trovano mai tempo per lui e per questo vessato dalla terribile e sadica babysitter Vicky alla quale viene lasciato data la loro assenza. A causa della sua infelicità, gli vengono assegnati Cosmo e Wanda, due Fantagenitori. Il compito di tali esseri, provenienti da un mondo magico chiamato Fantamondo, è quello di esaudire i desideri del bambino, i quali, tuttavia, non possono andare oltre le regole del mondo magico. Inoltre l'esistenza dei Fantagenitori deve restare segreta: in caso contrario Timmy li perderebbe per sempre (anche se quest'ultima regola sembra essere stata abolita nelle ultime due stagioni).
In ogni episodio Timmy, alle prese con problemi quotidiani spesso non infantili, esprime un desiderio, il quale si ritorce contro di lui o altre persone portandolo a vivere mille peripezie nell'intento di annullarlo alla fine della puntata, ottenendo importanti lezioni di vita. Oltre ad avere a che fare con Vicky, Trixie Tang (una ragazza popolare che piace a Timmy), gli amici e i parenti, i protagonisti dovranno spesso vedersela anche con Denzel Crocker, insegnante pazzo del bambino, il quale crede nell'esistenza dei Fantagenitori e prova costantemente a catturarli o rivelarli al mondo.
Con il passare della serie si inseriranno dei nuovi personaggi, come Poof (figlio di Cosmo e Wanda), Sparky (il Fantacane di Timmy) e Chloe Carmichael, nuova vicina di casa di Timmy con la quale dovrà condividere i Fantagenitori.

## Episodi

### Cortometraggi
| Stagione      | Episodi | Prima TV USA | Prima TV Italia |
| ------------- | ------- | ------------ | --------------- |
| Cortometraggi | 10      | 1998-2001    | inediti         |

### Stagioni
| Stagione         | Episodi | Prima TV USA | Prima TV Italia |
| ---------------- | ------- | ------------ | --------------- |
| Prima stagione   | 7       | 2001         | 2002            |
| Seconda stagione | 13      | 2002         | 2004            |
| Terza stagione   | 19      | 2002-2003    | 2004            |
| Quarta stagione  | 20      | 2003-2005    | 2005            |
| Quinta stagione  | 21      | 2004-2006    | 2006-2008       |
| Sesta stagione   | 20      | 2008-2009    | 2008-2009       |
| Settima stagione | 20      | 2009-2011    | 2011            |
| Ottava stagione  | 6       | 2011         | 2011-2012       |
| Nona stagione    | 26      | 2013-2015    | 2013-2014       |
| Decima stagione  | 20      | 2016-2017    | 2016-2017       |

## Personaggi

Cosmo, Wanda e Timmy nell'episodio La resa dei conti

- Timothy Tiberius "Timmy" Turner: (stagione 1-10) è il bambino protagonista del cartone. Ha 10 anni ed è curato da due fantagenitori (Cosmo e Wanda). In ogni episodio esprime sempre irresponsabilmente desideri pericolosi che puntualmente risolve Wanda, ottenendone anche lezioni di vita. È caratterizzato da due grandi denti incisivi, un cappello rosa sulla testa e un'altezza inferiore alla media. È follemente innamorato di Trixie Tang, e cercherà in tutti i modi di non farsi respingere da lei.
- Cosmo: (stagione 1-10) è il fanta-padre di Timmy, marito di Wanda e padre di Poof. È di buon animo, stupido e molto simile al padre di Timmy; è specializzato nel combinare guai. Ha i capelli e gli occhi verdi. Contrariamente a quanto accade nel mondo reale, nel mondo fatato sono i maschi che portano avanti la gravidanza e quindi è lui ad aver partorito Poof. È in parentela con Jorgen Von Strangle e il suo contrario è Anti-Cosmo. Nonostante la sua stupidità i suoi poteri magici sembrano essere più potenti rispetto a quelli di Wanda. Ha un fratello, Schnozmo.
- Wanda: (stagione 1-10) è la fanta-madre di Timmy, moglie di Cosmo e madre di Poof. È molto intelligente e perspicace e quasi sempre rimedia ai guai di Timmy e Cosmo. Ha gli occhi e i capelli rosa con un incredibile boccolo sul davanti. Adora il cioccolato, tanto che perde il controllo di sé stessa se lo mangia. Odia sua sorella Blonda.
- Poof: (stagione 6-10) il figlio di Cosmo e Wanda, pronuncia solamente la parola "Poof" da cui deriva il suo nome. Soltanto nelle puntate È arrivato Baby Poof! (parte seconda) e Buon desiderio pronuncia rispettivamente "mamma, papà" e "Timmy!" e nell'episodio L'anti-Poof pronuncia le parole "notte notte!". Nasce nella sesta stagione e la sua anti-fata è Foop. Nella decima stagione della serie a causa della scuola è quasi del tutto assente apparendo solo nell'episodio 19 dove inizia a parlare normalmente.
- Denzel Q. Crocker: (stagione 1-10) principale antagonista del cartone, è un maestro di Timmy. Molto brusco, bizzarro, sadico e abusivo, è convinto dell'esistenza dei fantagenitori e continuamente cerca prove per dimostrare ciò al mondo intero, ma, a causa di Timmy non riesce mai a trovarle. È ossessionato dall'idea di dominare il mondo. Adora dare insufficienze ai suoi alunni, soprattutto a Timmy. Ha le orecchie sul collo e una gobba. Ha un metodo diseducativo ed antiquato e disprezza il lavoro dei propri alunni. Vive ancora con sua madre, e da piccolo era curato da due fantagenitori (gli stessi Cosmo e Wanda), perduti per colpa di Timmy. Ebbe una relazione con la preside della scuola, che lo lasciò.
- Vicky: (stagione 1-10) l'infida baby-sitter di Timmy. Ha sedici anni, i capelli rossi, una maglietta verde e gli occhi rosa. Si diverte a maltrattare Timmy con torture di ogni tipo, ma per umiliarla, il bambino la sconfigge con ogni mezzo. I genitori del bambino sono ignari di ciò in quanto non credono mai alle parole del figlio. Ha una sorella di nome Tootie.

## Ambientazione
Il Fantamondo è il mondo dove vivono le fate; si trova in cielo ad un'altezza imprecisata ed è impossibile da trovare per gli umani che non hanno un padrino fatato. Il suo collegamento col pianeta è un ponte ad arcobaleno, e nonostante i loro poteri magici, alle creature fatate non è possibile spostarsi dal Fantamondo alla Terra o viceversa in sua assenza. Il Fantamondo è sospeso su nuvole rosa e lì si trovano tutte le istituzioni dei padrini fatati, come il tribunale dove si giudicano le infrazioni alle regole, il palazzo del governo o la prigione magica dove vengono detenuti gli Antimaghi, gli alter ego malvagi ed opposti dei maghi normali. I padrini fatati che non hanno un pupillo vivono qui, tra cui la madre di Cosmo (Mamma Cosma), ed il Padre di Wanda (Big Daddy). Timmy finisce spesso nel Fantamondo, spesso per convocazione o rimediare ai guai che ha combinato sulla Terra. Il Fantamondo è anche l'obiettivo di conquista dei Folletti, esseri magici grigi e noiosi con le sembianze di impiegati e manager, che vorrebbero trasformarlo in un mondo altrettanto grigio, noioso ed ordinato.

## Produzione

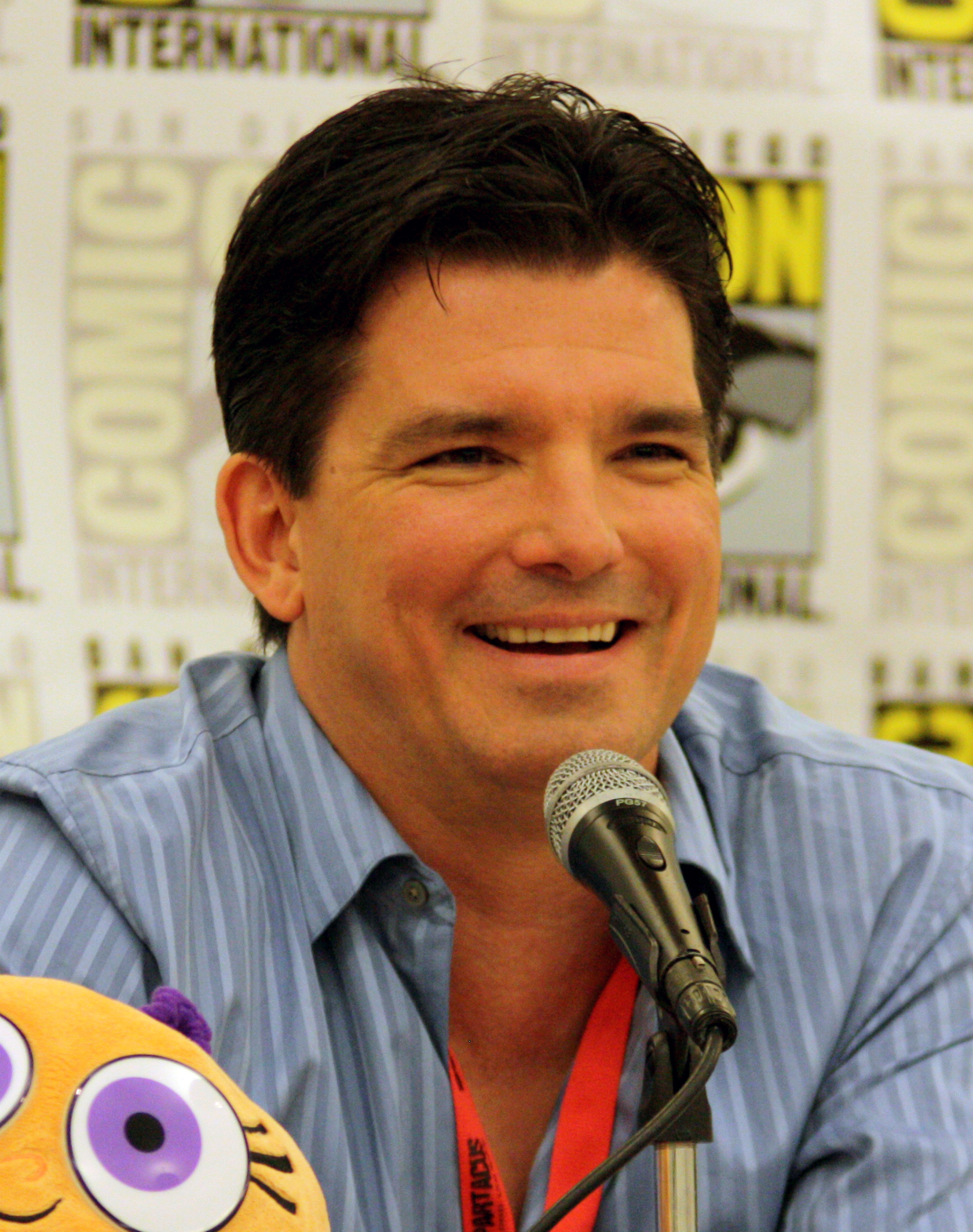
Butch Hartman, il creatore della serie, nel 2009

Butch Hartman iniziò a pensare a una serie animata nella seconda metà degli anni '90, durante la lavorazione per Cartoon Network de Il laboratorio di Dexter, Johnny Bravo, Mucca e Pollo e Io sono Donato Fidato. Il progetto, previsto inizialmente per quella rete, fu ultimato nella sua ideazione dopo il passaggio di Hartman a Nickelodeon. Questi realizzò un cortometraggio animato di sette minuti, intitolato The Fairly Godparents, che fu trasmesso durante lo show serale Oh Yeah! Cartoons nel 1998. Dopo la realizzazione di altri cortometraggi, Nickelodeon acconsentì alla produzione di una stagione di sette puntate (formate a loro volta da 11 episodi), mandate poi in onda nel 2001.
Lo show ebbe un successo inaspettato, attirando nel primo anno di trasmissione 2,4 milioni di telespettatori (100 000 in meno rispetto a SpongeBob, la serie Nickelodeon più importante di allora). Il primo picco di popolarità dello show si ebbe negli Stati Uniti tra il 2002 ed il 2003 e fu definito «I Simpson per tutte le età».
Il 24 gennaio 2006 Butch Hartman, sul proprio forum, annunciò che la quinta stagione sarebbe stata l'ultima. Egli, tuttavia, sempre sul suo forum, annunciò pochi mesi dopo la prosecuzione della serie fino al con una sesta stagione andata in onda nel 2008, formata da 12 puntate e introducendo il personaggio di Poof (figlio di Cosmo e Wanda) che venne molto apprezzato dai fan. Nel 2009 fu realizzata una trilogia Desideriologia come ponte tra la sesta e la settima stagione dello show e fu il film della serie più visto di sempre. Il successo di Desideriologia, fece incoraggiare lo studio a proseguire lo show con altre due stagioni: settima e l'ottava, che uscirono tra il 2009 e il 2012. L'episodio Vi presento i miei della stagione otto sarebbe dovuta essere il finale della serie ma il successo di queste due stagioni convinse Butch Hartman nel 2012 ad annunciare una nona ed una decima stagione con un nuovi personaggi rispettivamente il cane fatato Sparky e con Chloe Charmichael nella decima, la nuova vicina di casa di Timmy con la quale lui dovrà condividere Cosmo e Wanda. A differenza delle stagioni sette e otto, la nona e la decima stagione dello show delusero profondamente i fan dello show.
Nel 2011 iniziò la produzione di film live-action per la televisione che non sono canonici con la serie animata.
L'8 febbraio 2018 Butch Hartman ha annunciato che ha lasciato Nickelodeon. Il giorno successivo Nickelodeon decise di chiudere la serie.

### Spin-off cancellato
Nel 2004, Butch Hartman ha rivelato di aver avuto intenzione di realizzare uno spin-off su Crash Nebula, l'eroe televisivo di cui Timmy è fan. L'episodio pilota, La Fanta accademia (Crash Nebula), è stato trasmesso all'interno della quinta stagione; tuttavia i restanti episodi, per decisione di Nickelodeon, non vennero realizzati. Nel 2006 Hartman ha cercato una soluzione alternativa, scrivendo la sceneggiatura per un film, intitolato Crash Nebula: Il film, per la Paramount Pictures, ma è stato annullato per la sua somiglianza con Sky High - Scuola di superpoteri.

### Sigla
La sigla originale statunitense è stata scritta dal compositore Ron Jones e dal creatore della serie Butch Hartman. In Italia, dalla prima alla nona stagione, è stata usata la sigla originale, mentre per la decima stagione viene usata una versione cantata in italiano da Gabriele Lopez e Laura Cosenza.

## Doppiaggio
| Personaggio                 | Doppiatore originale                                                                  | Doppiatore italiano |
| --------------------------- | ------------------------------------------------------------------------------------- | --- |
| Timmy Turner                | Mary Kay Bergman (bambino st. 0) Tara Strong (bambino st. 1-10) Alec Baldwin (adulto) | Antonella Baldini (bambino) Gabriele Lopez (adulto)                                                                          |
| Cosmo                       | Daran Norris                                                                          | Luigi Ferraro (Paramount+) Emiliano Reggente (ridoppiaggio st. 1-5)                                                          |
| Anti-Cosmo                  | Daran Norris                                                                          | Luigi Ferraro (Paramount+) Emiliano Reggente (ridoppiaggio st. 1-5)                                                          |
| Papà di Timmy               | Daran Norris                                                                          | Sergio Di Giulio (ep. 1x01-10x05) Maurizio Reti (ep.10x06-20 e ridoppiaggio st. 1-5)                                         |
| Wanda                       | Susanne Blakeslee                                                                     | Francesca Guadagno Alessia Amendola (ridoppiaggio st. 1-3) Anna Laviola (ridoppiaggio st. 4-5)                               |
| Anti-Wanda                  | Susanne Blakeslee                                                                     | Francesca Guadagno Alessia Amendola (ridoppiaggio st. 1-3) Anna Laviola (ridoppiaggio st. 4-5)                               |
| Mamma di Timmy              | Susanne Blakeslee                                                                     | Irene Di Valmo Laura Cosenza (da bambina)                                                                                    |
| Baby Poof                   | Tara Strong                                                                           | Fabiola Bittarello (st. 6) Federico Bebi (st. 7-10)                                                                          |
| Sparky                      | Maddie Taylor                                                                         | Davide Marzi |
| Chloe Carmichael            | Kari Wahlgren                                                                         | Agnese Marteddu |
| Denzel Crocker              | Carlos Alazraqui                                                                      | Vittorio Stagni (ep.1x01-10x05) Luca Graziani (ep.10x06-20 e ridoppiaggio st. 1-5)                                           |
| Vicky                       | Grey DeLisle                                                                          | Claudia Razzi (voce principale) Perla Liberatori (solo 10 episodi della 5ª stagione)                                         |
| Clark Carmichael            | Mick Wingert                                                                          | Giorgio Locuratolo |
| Connie Carmichael           | Cheri Oteri                                                                           | Elena Perino |
| Jorgen Von Strangle         | Daran Norris                                                                          | Franco Zucca (st.1-3/6-10) Vittorio Di Prima (st. 4) Giovanni Petrucci (st. 5) Francesco De Francesco (ridoppiaggio st. 1-5) |
| Chester McBadbat            | Frankie Muniz Jason Marsden                                                           | Daniele Raffaeli (ep. 3x07- 5x10 e ridoppiaggio st. 1-5) Davide Perino (ep. 1x01-3x06, ep. 5x11+)                            |
| A.J.                        | Gary LeRoi                                                                            | Alessandro Tiberi Leonardo Graziano (ep. 5x10+ e ridoppiaggio st. 1-5)                                                       |
| Elmer                       | Dee Bradley Baker                                                                     | Barbara Pitotti |
| Sanjay                      | Dee Bradley Baker                                                                     | Deborah Ciccorelli |
| Binky Abdul                 | Dee Bradley Baker                                                                     | Manuel Meli |
| Juandissimo Magnifico       | Carlos Alazraqui                                                                      | Davide Lepore |
| Crimson Mentone             | Jay Leno                                                                              | Carlo Scipioni (1ª voce) Roberto Fidecaro (ep. 122-161)                                                                      |
| Foop                        | Eric Bauza                                                                            | Alessio Nissolino |
| HP                          | Ben Stein                                                                             | Gerolamo Alchieri |
| Sanderson                   | Ben Stein                                                                             | Silvio Anselmo |
| Norm il Genio               | Norm MacDonald Robert Cait                                                            | Oreste Baldini |
| Cupido                      | Tom Kenny                                                                             | Vittorio Stagni (st. 1-6) Gabriele Trentalance (st. 7-9)                                                                     |
| Dark Laser                  | Kevin Michael Richardson                                                              | Michele Kalamera |
| Francis                     | Faith Abrahams                                                                        | David Chevalier (st. 1-2) Davide Lepore (st. 3) Fabrizio Valezano (st. 4) Paolo Vivio (st. 5+ e ridoppiaggio st. 1-5)        |
| Trixie Tang                 | Dionne Quan                                                                           | Laura Cosenza |
| Tootie                      | Grey DeLisle                                                                          | Laura Cosenza |
| Veronica                    | Grey DeLisle                                                                          | Domitilla D'Amico |
| Preside Geraldine Waxelplax | Grey DeLisle                                                                          | Franca Lumachi |
| Tad                         | Tara Strong                                                                           | Micaela Incitti |
| Chad                        | Grey DeLisle                                                                          | Micaela Incitti |
| Chet Ubetcha                | Jim Ward                                                                              | Daniele Valenti |
| Sindaco                     | Carlos Alazraqui                                                                      | Silvio Anselmo |
| Chip Skylark III            | Chris Kirkpatrick                                                                     | Deborah Ciccorelli (st. 1-5) Gabriele Lopez (st. 6+) Alex Polidori (ridoppiaggio st. 1-5)                                    |
| Gary                        | Rob Paulsen                                                                           | Barbara Pitotti Deborah Ciccorelli                                                                                           |
| Betty                       | Grey DeLisle                                                                          | Deborah Ciccorelli |
| Doug Dimmadome              | Jim Ward                                                                              | Pietro Biondi Saverio Indrio                                                                                                 |
| Sig. Bickles                | Jim Ward                                                                              | Emiliano Ragno |
| Dottor Bender               | Gilbert Gottfried                                                                     | Vittorio Stagni Massimo Milazzo Massimiliano Plinio                                                                          |
| Mark Chang                  | Rob Paulsen                                                                           | Antonio Angrisano (st. 1-7) Oreste Baldini (st. 8) Emiliano Ragno (st. 9-10) Federico Bebi (ridoppiaggio st. 1-5)            |
| Re Grippulon                | Rob Paulsen                                                                           | Mario Bombardieri Emiliano Ragno                                                                                             |
| Regina Jipjorulac           | Laraine Newman                                                                        | Cristina Noci |
| Nega Mentone (Nega Chin)    | Jay Leno                                                                              | Achille D'Aniello |
| Mamma Cosma                 | Jane Carr                                                                             | Cristina Noci |
| Mamma di Crocker            | Carlos Alazraqui                                                                      | Emilia Di Pangrazio |
| Sheldon Dinkleberg          | Carlos Alazraqui                                                                      | Stefano Billi |
| Ginocchio di Bronzo         | Dee Bradley Baker                                                                     | Vittorio Stagni |
| Remy Buxaplenty             | Dee Bradley Baker                                                                     | Tatiana Dessi Jacopo Castagna Manuel Meli Paola Majano (ridoppiaggio st. 1-5)                                                |
| Chompy la capra             | Carlos Alazraqui                                                                      | Federico Di Pofi |
| Adam West                   | Adam West                                                                             | Enrico Di Troia |
| Babbo Natale                | Kevin Michael Richardson                                                              | Dante Biagioni |

Nel 2022 le prime cinque stagioni della serie, in assenza dei diritti per la distribuzione, sono state ridoppiate per la trasmissione su Paramount+, con un cast quasi completamente diverso da quello originale. Il nuovo doppiaggio è stato eseguito sempre presso la CD Cine Dubbing Srl, con la direzione di Antonella Baldini (voce del protagonista, del quale riprende il ruolo).

## Altri media

### Lungometraggi

#### Film live action
| Anni | Titolo originale                          | Titolo italiano                             |
| 2011 | A Fairly Odd Movie: Grow Up Timmy Turner! | Un fantafilm - Devi crescere, Timmy Turner! |
| 2012 | A Fairly Odd Christmas                    | Un Fanta Natale                             |
| 2014 | A Fairly Odd Summer                       | Il FantaParadiso                            |

#### Film crossover conLe avventure di Jimmy Neutron
| Anni | Titolo originale                                 | Titolo italiano                     |
| 2004 | The Jimmy Timmy: Power Hour                      | Jimmy e Timmy: L'altra dimensione   |
| 2006 | The Jimmy Timmy Power Hour 2: When Nerds Collide | Jimmy e Timmy: Amici nemici         |
| 2006 | The Jimmy Timmy Power Hour 3: The Jerkinators    | Jimmy e Timmy: un cattivo per gioco |

### Reboot
Dal 31 marzo 2022 viene trasmessa una serie live action dal titolo Due fantagenitori - Ancora più fanta.

### Sequel
A febbraio del 2023 viene annunciata la serie animata Due Fantagenitori! - Esprimi un desiderio. La serie è uscita il 20 maggio 2024 negli Stati Uniti su Nickelodeon e a livello internazionale su Netflix.

## Distribuzione
Negli Stati Uniti, Due fantagenitori è stato distribuito inizialmente sotto forma di miniserie di cortometraggi da 7 minuti all'interno del programma antologico Oh Yeah! Cartoons di Nickelodeon dal 6 settembre 1998 al 9 giugno 2002. In seguito è deventata una serie a se stante trasmettendo gli episodi su Nickelodeon dal 30 marzo 2001 al 16 settembre 2016 e su Nicktoons dal 18 gennaio al 26 luglio 2017.
In Italia la prima stagione è stata trasmessa dal 2 dicembre 2002 su Fox Kids. Dal 1º maggio 2004 è stato mandato in onda sul programma contenitore Jetix, all'interno della stessa rete, che ha trasmesso la seconda e la terza stagione della serie. A partire dal 1º marzo 2005, Due fantagenitori è stato trasmesso su Jetix, che ha trasmesso la quarta e la quinta stagione della serie. In seguito è stato mandato in onda su Nickelodeon, trasmettendo le ultime cinque stagioni dal 19 luglio 2008 al 17 febbraio 2017.
La serie è stata trasmessa in chiaro sul programma contenitore K-2 di Fox Kids dal 1º ottobre 2004, su K2 dal 15 giugno 2009 (stagioni 1-5) e su Super! dal 18 marzo 2012 (stagioni 6-10).
| Nazione               | Rete televisiva                                                    |
| --------------------- | ------------------------------------------------------------------ |
| Stati Uniti d'America | Nickelodeon                                                        |
| Canada                | YTV, Nickelodeon, TVOKIDS, Vrak TV, Teletoon Retro                 |
| America Latina        | Fox Kids, Jetix, Disney Channel, Nickelodeon, Disney XD, Nicktoons |
| Brasile               | Fox Kids, Jetix, Nickelodeon                                       |
| Italia                | Fox Kids, Jetix, Nickelodeon                                       |
| Germania              | Super RTL, Disney Channel, Toon Disney, Nick, Nicktoons            |
| Austria               | ORF 1, Nick                                                        |
| Svizzera              | SRF zwei, Nick                                                     |
| Spagna                | Nickelodeon, Telecinco, Disney Channel, Neox                       |
| Francia               | Télétoon, France 3, Gulli, Nickelodeon                             |
| Regno Unito           | BBC One, BBC Two, CBBC                                             |
| Irlanda               | Powers TV                                                          |
| Paesi Bassi           | Nickelodeon                                                        |
| Messico               | Canal 5, Azteca 7                                                  |
| Argentina             | Canal 9, Telefe                                                    |
| Portogallo            | TVI, Canal Panda, Nickelodeon                                      |
| Belgio                | Club RTL                                                           |
| Russia                | KidsCo, Nickelodeon                                                |
| Scandinavia           | Nickelodeon, Disney Channel                                        |
| Europa Orientale      | Disney Channel, KidsCo, Nickelodeon                                |
| Repubblica Ceca       | Déčko, Disney Channel, Nickelodeon                                 |
| Africa                | Disney Channel, KidsCo, Nickelodeon, CFI                           |
| Medio oriente         | Disney Channel, KidsCo, Nickelodeon                                |
| Grecia                | Disney Channel, KidsCo, (stagioni 1-4) Nickelodeon (stagioni 5-10) |
| Giappone              | NHK, Tv Tokyo                                                      |
| Australia             | Nickelodeon                                                        |
| Nuova Zelanda         | Nickelodeon, Funny TV                                              |
| Cina                  | Global TV                                                          |
| Malta                 | Nickelodeon, Malta 2                                               |
| Pakistan              | SUN TV                                                             |
| Taiwan                | Flowers                                                            |
| Asia Meridionale      | Nickelodeon, Hunt TV, SUN TV                                       |
| Corea del Sud         | Nickelodeon                                                        |
| Filippine             | Cartoon Network                                                    |
| Cambogia              | Disney Junior                                                      |
| Trinidad e Tobago     | Nickelodeon                                                        |
| Guatemala             | Disney Junior                                                      |
| Indonesia             | Cartoon Network                                                    |
| Hong Kong             | TVB Jade                                                           |
| Galles                | GTV                                                                |

## Accoglienza
- 2015 - Kids' Choice Awards[39]
  - Nomination Kids' Choice Award for Favorite Cartoon